# Martin Jost
Martin Jost (* 27. Mai 1882 in Mosbach; † 3. Oktober 1955 in Eberbach) war ein deutscher Bierbrauer, Gastwirt und Politiker der SPD.

## Leben und Beruf
Nach dem Besuch der Volksschule absolvierte Jost die Lehre zum Bierbrauer in Mosbach. Später zog er nach Eberbach, wo er den erlernten Beruf ausübte. 1901 wechselte in den Militärdienst nach Karlsruhe.
In Eberbach übernahm er 1919 das Gasthaus „Zum Stolzeneck“, 1927 erwarb er dort auch das Gasthaus „Zum Stern“. Letzteres diente dem Ortsverein der SPD als Treffpunkt. Am 5. März 1933 wurde es durch Polizei und SA vorübergehend geschlossen. Wenig später, am 11. März, geriet Jost in sogenannte „Schutzhaft“, die er bis zum 18. März in Heidelberg verbrachte. 1937 wurde das Gasthaus „Zum Stern“ zwangsversteigert, nachdem es von früheren Gästen gemieden wurde – sie befürchteten, als NS-Gegner wahrgenommen zu werden. Zuvor wurde das Gasthaus durch die SA kontrolliert und von NS-Anhängern boykottiert. Vom 22. bis zum 27. August 1944 verbrachte Jost eine erneute „Schutzhaft“ in Heidelberg.
Jost war zweimal verheiratet und Vater von sieben Kindern.

## Politik
1898 trat Jost in die SPD ein. 1918 wurde er in den Arbeiter- und Soldatenrat berufen, im selben Jahr wurde er Mitglied des Eberbacher Stadtrats. 1922 wurde er dort Vorsitzender des Bürgerausschusses.
1919 wurde er im Wahlkreis Mannheim in die Verfassunggebende Landesversammlung der Republik Baden gewählt. Aus dieser schied er bereits am 1. Juli 1919 wieder aus.
Nach dem Zweiten Weltkrieg übernahm er den Vorsitz der SPD in Eberbach und wurde erneut in den Stadtrat gewählt.